# Архимандрит Никодимос (Кабарнос)
Никодимос Кабарнос (грч. Νικόδημος Καβαρνός; Пломари, Лезбос, 4. мај 1980) је грчки православни архимандрит и познати појац црквене музике.
Родом је са отока Лезбоса. Одрастао је у Митилини, гдје завршава средњу школу. Прво је дијете у многочланој грчкој породици. Студирао је ромејску музику. Професионални појац постаје ве са 13 година, а са 15 година добија награду за појање од грчког министарства образовања. Преселио се у Атину. Студирао је богословље и ромејску музику. 27. јануара 2009. постаје јерођакон. Двије недјеље касније, 2. фебруара 2009., постаје јеромонах. Данас има титулу архимандрита. Јерођакон је био у цркви Преображења Господњег у Мосхатону. Као јеромномах је служио у цркви Светог Ђорђа у Атини, а данас је архимандрит у парохији при цркви Вазнесења Господњег у Атини. Са 20 година је створио школу ромејског појања, кроз коју је прошло преко 200 студената. Има свој хор са око 40 чланова. Повремено одржава концерте православног појања, широм свијета.
8. новембра 2009. је појао на Литургији у цркви Светог Димитрија у подгоричком насељу Крушевац. Митрополит Амфилохије му се захвалио на доласку. 9. новембра 2009., на бденију уочи прзника Светог Арсенија у светој обитељи Ждребаоник, појао је архимандрит Никодимос Кабарнос. Неколико дана раније је одржао концерте у Никшићу и Подгорици.
2023. је наступио у Темишвару пред румунским патријархом и многобројном публиком, на Међународном сусрету православне омладине. Појао је Химну љубави и Терирем (по предању, успаванка беби Христу од Богородице).